# Tamanrasset
Tamanrasset là một đô thị thuộc tỉnh Tamanrasset, Algérie. Dân số thời điểm năm 2002 là 72.741 người.